# Kopepodit
Kopepodit, larwa kopepoditowa (łac. copepodit) – starsze stadium larwalne widłonogów (Copepoda), powstające z pływika, zwykle prowadzące planktonowy tryb życia. Pierwsze pary odnóży tułowiowych są rozwinięte. Odwłok wykształcony, ale jeszcze bez widocznych segmentów, które tworzą się dopiero w trakcie kolejnych linień. 